# Volea-Oblaznîțka, Jîdaciv
Volea-Oblaznîțka (în ucraineană Воля-Облазницька) este un sat în comuna Oblaznîțea din raionul Jîdaciv, regiunea Liov, Ucraina.

## Demografie
Componența lingvistică a localității Volea-Oblaznîțka
     Ucraineană (100%)
Conform recensământului din 2001, toată populația localității Volea-Oblaznîțka era vorbitoare de ucraineană (100%).